# Дисеребротристронций
Дисеребротристронций — бинарное неорганическое соединение, интерметаллид
серебра и стронция
с формулой Sr3Ag2,
кристаллы.

## Получение
- Сплавление стехиометрических количеств чистых веществ:

{\displaystyle {\mathsf {2Ag+3Sr\ {\xrightarrow {665^{o}C}}\ Ag_{2}Sr_{3}}}}

## Физические свойства
Дисеребротристронций образует кристаллы
тригональной сингонии, пространственная группа R 3, параметры ячейки a = 0,9962 нм, c = 1,861 нм, Z = 9,
структура типа диникельтриэрбия Er3Ni2
.
Соединение конгруэнтно плавится при температуре выше 665 °C.